# Modisimus deltoroi
Modisimus deltoroi là một loài nhện trong họ Pholcidae. Loài này được phát hiện ở México.